# 李仁 (演員)
李仁（韓語：이인，1984年6月14日—），韓國男演員。李仁早於1998年便透過電影《美麗的日子》作為童星出道。此外，他於2001年至2007年間並使用藝名李俊，直至2008年改為使用原名。

## 學歷
- 大田東山中學（朝鲜语：대전동산중학교）
- 大田東山高等學校（朝鲜语：대전동산고등학교）
- 中央大學戲劇電影學系畢業

## 演出作品

### 電視劇
- 1999年：KBS《小王子（朝鲜语：어린 왕자 (드라마)）》飾演 鄭宥成
- 1999年：KBS《王與妃》飾演 月山大君（幼年）
- 2000年：KBS《TV小說－約定（朝鲜语：약속 (2000년 드라마)）》飾演 金敏齊（幼年）
- 2001年：SBS《順子（朝鲜语：순자 (드라마)）》飾演 金宇哲
- 2001年：KBS《明成皇后》飾演 朝鮮高宗（青年）
- 2002年：MBC《禮物（朝鲜语：선물 (드라마)）》飾演 俊弘
- 2003年：KBS《武人時代》飾演 高麗康宗（青年）
- 2004年：KBS《新娘18歲》飾演 池南哲
- 2004年：KBS《不滅的李舜臣》飾演 光海君
- 2004年：MBC《薔薇的戰爭（朝鲜语：장미의 전쟁 (2004년 드라마)）》飾演 李載東
- 2004年：SBS《魔術（朝鲜语：매직 (드라마)）》飾演 尹道英
- 2004年：MBC《爸爸的大海（朝鲜语：아버지의 바다）》飾演 朴載東
- 2006年：CGV《冻结》
- 2007年：SBS《討厭也喜歡（朝鲜语：미워도 좋아）》飾演 楊東宇
- 2008年：KBS《大王世宗》飾演 讓寧大君（青年）
- 2008年：SBS《風之畫師》飾演 申榮福（朝鲜语：신영복）
- 2009年：KBS《TV小說－青春禮讚（朝鲜语：청춘예찬）》飾演 金洙亨
- 2009年：KBS《千秋太后》飾演 高麗穆宗
- 2010年：KBS《推奴》飾演 朝鮮孝宗
- 2010年：KBS《近肖古王》飾演 阿直岐
- 2013年：KBS《TV小說－恩熙》飾演 林成宰
- 2016年：KBS《I am Sorry 姜南九》飾演朴道訓 ／申道訓

### 電影
- 1998年：《美麗的日子》飾演 尚民
- 1999年：《我記憶中的風琴（朝鲜语：내 마음의 풍금）》飾演 順哲
- 2004年：《孟父三遷之教（朝鲜语：맹부삼천지교）》飾演 孟思誠
- 2007年：《替屍鬼》飾演 智勳
- 2008年：《一個秘密醜聞（朝鲜语：나의 스캔들）》飾演 玄宇

## 外部連結
- 李仁的Instagram帳戶
- GH Entertainment 頁面 （页面存档备份，存于）